# Samuel Rayner
Pour les articles homonymes, voir Rayner.
Samuel Rayner (15 avril 1806 - 1879) est un peintre paysagiste anglais connu pour ses tableaux de bâtiments et d'intérieurs, notamment d'abbayes, d'églises et de vieux manoirs. Il réussit la prouesse d'avoir une de ses œuvres présentée à l'exposition de la Royal Academy à seulement quinze ans. Sa femme, Ann Rayner est une graveuse sur marbre noir d'Ashford et six de leurs enfants sont eux aussi des artistes professionnels.

## Biographie
Samuel Rayner est né en 1806 à Colnbrook dans le Buckinghamshire (maintenant situé dans le Berkshire). Sa famille déménagea par la suite dans le quartier de Marylebone à Londres où son grand-père l'a formé. À quinze ans, Rayner est apprenti dessinateur chez l'antiquaire John Britton. C'est à cette période que sa peinture de l'abbaye de Malmesbury est acceptée par la Royal Academy. George Cattermole est un de ses camarades d'études.

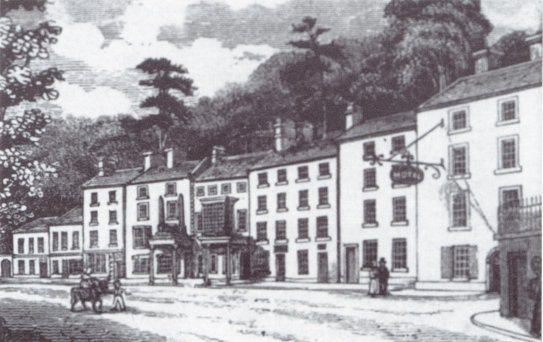
Matlock Bath en 1832

Rayner est à l'origine de toute une famille de peintres. En 1823, il s'enfuit avec Ann Manser, qui était de quatre ans son aînée et déjà connue en tant qu'artiste. Ils se marièrent en 1824 et leur premier enfant, né à Londres, mourut très tôt. Six de leurs enfants devinrent artistes à leur tour. Dans les années 1930, la demeure de Rayner était un musée à Matlock Bath, où Louise, William Henry et Rhoda (Rose) sont nés. La gravure d'Arthur Jewitt montre la maison à Matlock Bath en 1832. Il y a deux voies d'accès prolongées aux musées sur l'image. Le musée de droite était celui de John Mawe, tandis que celui de gauche était le Royal Centre Museum de Vallance. Vallance et Rayner était partenaires. Ann Rayner a fait une gravure d'une vue de Matlock Bath où l'on peut aussi voir leur maison et qui est maintenant conservée au Buxton Museum and Art Gallery. Le noir d'Ashford qu'utilisait Ann Rayner était extrait dans la région.

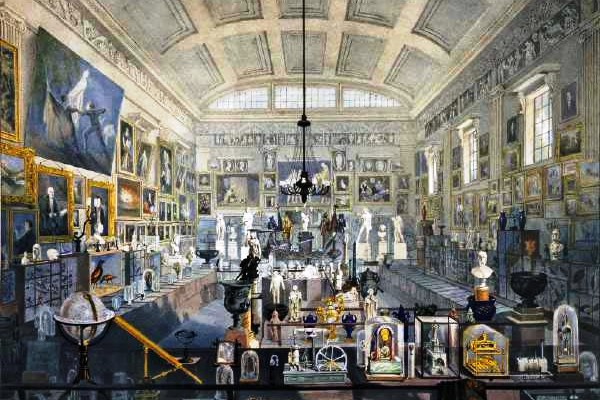
L'exposition de Derby de 1839 par Samuel Rayner (Derby Museum and Art Gallery)

Le tableau de L'exposition de Derby de 1839 illustre les collections du Derby Museum and Art Gallery à son tout début. On peut y apercevoir Roméo et Juliette : la scène du tombeau de Joseph Wright of Derby sur le mur du fond à gauche.
Louise Rayner est l'enfant le plus connu de Samuel et Ann Rayner : ses frères et sœurs sont Ann ("Nancy"), Margaret, Rose, Frances et Richard. Octavius Oakley était une grande influence pour Nancy Rayner, qui a été la première à être reconnue comme véritable artiste, mais elle mourut de la tuberculose à l'âge de 28 ans. 
Samuel Rayner fut élu membre de la Royal Watercolour Society en 1845, mais en fut exclu après un scandale financier en 1851. Certaines de ses œuvres peuvent être vues au Derby Museum and Art Gallery.